# 近藤重勝 (陸上選手)
近藤 重勝（こんどう しげかつ、1974年10月17日 - ）は、京都府出身の陸上競技選手。専門は長距離種目。

## 略歴
1993年に洛南高等学校卒業後、神奈川大学入学。安定した力強い走りで1994年、1995年、1996年、1997年と4年連続で箱根駅伝の山の5区を走り、1997年の第73回大会では、チーム初の総合優勝に導き「山の職人」と呼ばれた。
1997年に神奈川大卒業後はエスビー食品に入社。2004年に現役引退し、松蔭大学監督に就任した。2012年からは上武大学駅伝部コーチ、2016年からエスビー食品の先輩同僚である花田勝彦の後を受け監督として上武大学の駅伝部強化に尽力した。
2022年9月16日、小森コーポレーション陸上競技部にコーチとして就任した。

## 自己記録・成績

### 自己ベスト記録
- 5000m - 14分14秒55
- 10000m - 29分09秒40
- ハーフマラソン - 1時間03分55秒
- マラソン - 2時間11分14秒（2001年2月）

### 大学駅伝成績
- 第5回出雲駅伝6区 36分10秒 区間8位
- 第70回箱根駅伝5区 1時間13分41秒 区間2位
- 第6回出雲駅伝6区 36分14秒 区間4位
- 第26回全日本大学駅伝8区 区間10位
- 第71回箱根駅伝5区 1時間13分21秒 区間賞
- 第7回出雲駅伝6区 35分24秒 区間10位
- 第27回全日本大学駅伝5区 34分51秒 区間賞
- 第72回箱根駅伝5区 1時間11分59秒 区間2位
- 第28回全日本大学駅伝2区 39分26秒 区間賞
- 第73回箱根駅伝5区 1時間13分31秒 区間賞

### エピソード
- 身長1ｍ67の小兵ながら、右肩が下がった独特のフォームのピッチ走法で山を駆け上がり、トラックよりもロードが得意だった。
- 箱根駅伝「5区」への思いは、指導者となった今も変わらず。「「山の神」と呼ばれる2人の選手（今井正人（順天堂大学）、柏原竜二（東洋大学））を見た時には興奮で体温が上がった、同時代に生まれていたら、勝負してみたかった。」と語る。[2]